# Воронов, Иван Емельянович
Иван Емельянович Воронов (4 июня (17 июня) 1911 года, дер. Морьяново, Сенненский уезд, Могилёвская губерния, Российская империя — 8 мая 1969 года, Москва, РСФСР) — советский государственный деятель, заместитель председателя Совета Министров РСФСР (1962—1965), министр бумажной и деревоперерабатывающей промышленности СССР (1951—1953).

## Биография
Родился в крестьянской семье. В 1938 г. окончил Ленинградскую лесотехническую академию по специальности «инженер по механизации лесоразработок и лесотранспорта».
- 1928—1931 гг. — студент Полоцкого лесного техникума.
- 1931—1933 гг. — преподаватель, заместитель директора, директор лесотехнической школы в местечке Василевичи Гомельской области.
- 1933—1938 гг. — студент Ленинградской лесотехнической академии.
- 1938—1940 гг. — начальник производственно-технического отдела наркомата лесной промышленности РСФСР.
- 1940—1946 гг. — служба в Красной Армии.
- 1946—1947 гг. — заместитель начальника научно-производственного управления по лесозаготовкам Министерства лесной промышленности СССР.
- 1947—1948 гг. — начальник технического управления по лесозаготовкам и член коллегии Министерства лесной промышленности СССР.
- 1948—1950 гг. — член Бюро по топливу и транспорту при Совете Министров СССР.
- 1950—1951 гг. — член Бюро по химии и электростанциям при Совете Министров СССР.
- 1951—1953 гг. — министр бумажной и деревоперерабатывающей промышленности СССР.
- 1953—1954 гг. — первый заместитель, заместитель министра лесной и бумажной промышленности СССР.
- 1954—1957 гг. — заместитель министра лесной промышленности СССР.
- 1957—1961 гг. — председатель Архангельского совнархоза.
- 1961—1962 гг. — заместитель председателя Всероссийского СНХ.
- 1962—1965 гг. — заместитель председателя Совета Министров РСФСР.
- 1965—1968 гг. — министр лесного хозяйства РСФСР.

С 1968 г. в Министерстве лесной и деревообрабатывающей промышленности СССР.
Член ВКП(б) с марта 1938 г. Депутат Верховного Совета РСФСР 5-7 созывов.

## Награды и звания
Награждён орденом Ленина, орденами Отечественной войны 1-й и 2-й степеней, орденом Красной Звезды, орденом «Знак Почета».